# Brian D. Wright
Pour les articles homonymes, voir Wright.
Brian D. Wright est un acteur canadien né le 26 novembre 1956 à Aylmer (Canada).

## Filmographie
- 2000 : L'Homme traqué (Race Against Time) (TV) : Cabbie
- 2001 : Pressure Point : Gas Jockey
- 2001 : The Warden (TV)
- 2001 : Témoins en sursis (Hidden Agenda) : Motel Manager
- 2001 : Chasing Holden : Truckstop Customer
- 2002 : Pluto Nash (The Adventures of Pluto Nash) : Ed
- 2002 : Confessions d'un homme dangereux (Confessions of a Dangerous Mind) : Gong Show Technician
- 2004 : Elles étaient cinq : Gérant du Lave Auto
- 2004 : Pure : Rossy
- 2004 : False Pretenses (TV) : Fred The Manager
- 2005 : The Festival (série TV) : Sheriff
- 2005 : Living with the Enemy (TV) : Stuart Wilson
- 2008 : Les Lavigueur, la vraie histoire (TV) : Bill McIntyre